# Marija Wessner
Marija Wessner, slovenska vzgojiteljica in profesorica,  * 6. avgust 1856, Ljubljana, † 24. december 1951, Ljubljana.

## Življenje in delo
Marija Wessner se je šolala na ljubljanski ljudski šoli in nadaljevala šolanje na učiteljišču, kjer je opravila izpit za ljudsko-šolsko in meščansko učiteljico. Sprva je poučevala v Kostanjevici in v Krškem, od leta 1988 pa na dekliški šoli v Ljubljani. Tako kot Marija Wirgler je bila zaposlena na Mestni višji šoli za dekleta v Ljubljani, ki se je kasneje preoblikovala v ljubljanski ženski licej (oziroma kasnejša Ženska realna gimnazija). Vse od 1901 do 1912, ko je bil ukinjen, je na njem vodila pedagoški tečaj.
Leta 1908 je bila zaradi izrednih zaslug na vzgojnem področju oproščena izpita za učiteljice dekliških licejev, ljubljanski magistrat pa jo je imenoval za licejsko učiteljico. Marija Wessner ni bila samo učiteljica. Poverjena ji je bila tudi vzgoja mladih deklet, zato so jo imenovali  nadzorna dama. V knjigi Pot se vije (COBISS) se Pavla Hočevar spominja svojih šolskih let na Višji dekliški šoli, kjer jo je učita tudi Marija Wessner, in navaja, da se ji je zdel naziv dama spaka, saj je poučevala matematiko, psihologijo, pedagogiko, metodiko in gospodinjstvo. Višja dekliška šola je dosegla svoj namen predvsem po zaslugi Marije Wessner, ki se je upokojila leta 1920.
S svojimi izkušnjami in idejami je prispevala k ustanovitvi društva Mladika.

## Vir
- Splošno žensko društvo 1901-1945, od dobrih deklet do feministk (COBISS), str. 233–234.